# رمکو فان ویک
رمکو فان ویک (انگلیسی: Remco van Wijk؛ زادهٔ ۷ سپتامبر ۱۹۷۲) بازیکن هاکی روی چمن اهل هلند بود.